# Masukagami
Masukagami (増鏡) é um conto histórico japonês redigido no início do período Muromachi; acredita-se que tenha sido entre 1368 e 1376. O autor ainda é desconhecido, mas acredita-se que seja Nijō Yoshimoto.